# San Juan Talpa
San Juan Talpa es un distrito del municipio de La Paz Oeste en el departamento de la Paz, en la zona central de El Salvador.

## Geografía física
San Juan Talpa es un distrito del departamento de La Paz en El Salvador. Limita al norte y este con Cuyultitán, Tapalhuaca y San Luis Talpa, al sur con San Luis Talpa y al oeste con Olocuilta. 
Ubicación: 13°30'19.45"N, 89° 5'30.78"W.

## Historia

### Orígenes y etimología
Esta antigua población salvadoreña data de la época precolombina y fue fundada y habitada por tribus yaquis o pipiles. Su nombre vernáculo, Talpa, proviene de las voces tal, tierra, y pa, sufijo locativo. Su etimología es, por lo tanto, "lugar terroso". 

### Época colonial
Fray Alonso Ponce, padre Comisario de la Orden de San Francisco, pasó por San Juan Talpa el 12 de mayo de 1586 y media legua más adelante, hacia el Oeste, encontró el pueblo ya extinguido de Xalotzinagua. "Junto al pueblo de Tecpa (Talpa) -dice la "Relación Breve y Verdadera" que es la crónica franciscana que refiere el viaje de fray Alonso Ponce-, sobredicho, cerca del mismo camino, a la banda del Norte, hay un pedazo de tierra en una hondura tan profunda e inaccesible, que es imposible llegar allí cosa viva sino fuese por milagro, llámanle los vaqueanos de aquella comarca la Tierra Santa, pero ninguno habrá tan desesperado que quiera sacar reliquias de ella, porque será imposible salir con ello". Es la célebre barranca de Talpa, en donde se encuentra el famoso Ídolo de Talpa, que no es propiamente tal, sino una roca pórfido-traquítica erosionada por los agentes atmosféricos, que simula una cabeza humana. En 1740, según datos estadísticos del alcalde mayor de San Salvador don Manuel de Gálvez Corral, San Juan Talpa tenía 240 indios tributarios (unas 1,200 personas) y algunos ladinos. Estos últimos pertenecían a una compañía de milicianos de Olocuilta encargada de la custodia y vigilancia de la costa; los primeros, se dedicaban a los cultivos de maíz, algodón y caña de azúcar y a las crianzas de aves de corral y ganado de cerda. En lo eclesiástico, San Juan Talpa pertenecía en 1770 al curato de Olocuilta con más de 1,200 habitantes, según datos del arzobispo monseñor Pedro Cortés y Larraz. Sin embargo, no había escuela y la acción evangelizadora era casi nula, pues los talpeños acostumbraban morir sin recibir los Santos Sacramentos. En 1786 San Juan Talpa quedó incluido en el área del partido de Olocuilta. Según el intendente don Antonio Gutiérrez y Ulloa, en 1807 San Juan Talpa era "Pueblo de indios y ladinos bastante regular" y anota que es "de regular temperatura y hermosa situación por descubrirse desde él toda la costa de la Provincia y el Mar del Sur, a bastantes millas". Agrega que sus moradores no tienen industria y que "se dedican algunos naturales a la pesca y es de superior calidad y al cultivo de algunos maíces". 

### Cambios de jurisdicción

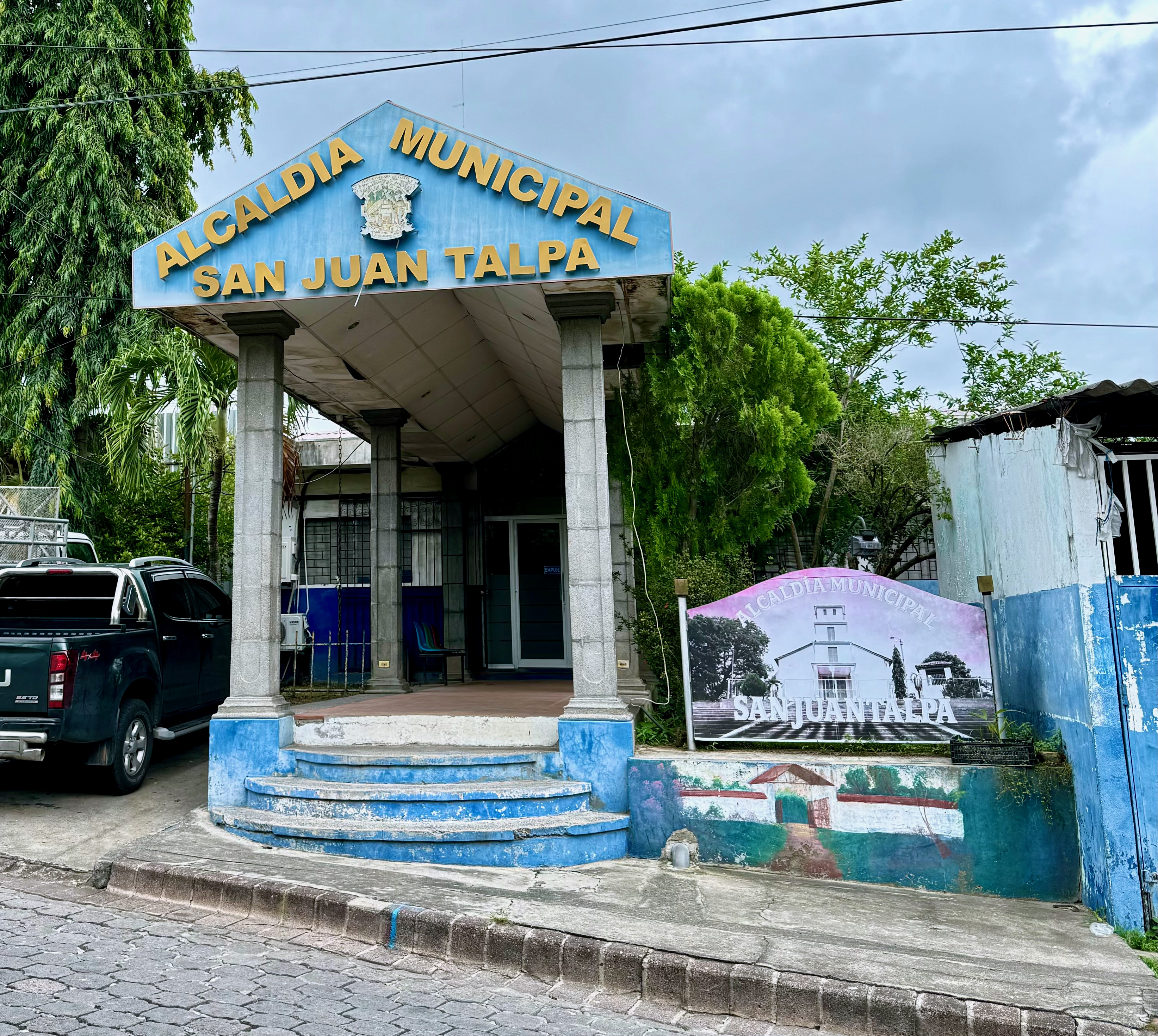
Alcaldía Municipal San Juan Talpa

Perteneció de 1824 (12 (de junio) a 1835 (22 de mayo) al departamento de San Salvador; de 1835 (22 de mayo) a 1836 (9 de marzo) al departamento de Cuzcatlán; de 1836 (9 de mayo) a 1839 (19 de marzo) al Distrito Federal; de 1839 (19 de marzo) a 1842 (5 de abril) al departamento de La Paz; de 1842 (5 de abril) a 1845 al departamento de San Salvador; de 1845 a 1847 (15 de marzo) al departamento de La Paz; de 1847 (15 de marzo) a 1852 (21 de febrero) al departamento de San Salvador y, finalmente, ha pertenecido desde esta última fecha al departamento de La Paz. 

### Sucesos posteriores
Según informe estadístico de su municipalidad, de 26 de abril de 1858, San Juan Talpa tenía una población de 502 habitantes. En 1890 el número de sus habitantes ascendía a 1800. 

### Título de Villa
Ejerciendo la primera magistratura de la República el general Carlos Ezeta, se emitió el Decreto Legislativo de 31 de marzo de 1894, por el cual se otorgó el título de villa al pueblo de San Juan Talpa. Por Ley de 23 de abril de 1902, este pueblo se segregó del departamento de La Paz y se incorporó en el de San Salvador, en lo judicial, debiendo conocer de todas las causas civiles y criminales el Juez Segundo de Instancia de la capital ventajas de que es capaz esta producción, porque para extraer la recina tienen que mayugar una parte de la corteza del árbol, en seguida se le da fuego a esta parte lastimada hasta encayarla para pegar sobre ella, que le llaman llaga, un pedazo de cualquier lienzo o trapo al que se adhiere la misma recina, y cuando está bien empapado lo extraen por medio de la decoción; a causa de esta operación en fuerza de repetirla en distintas partes del árbol, entre poco tiempo se inutiliza y muchas veces se seca". Hablando de las curiosidades lugareñas, el aludido informe municipal dice: "Entre los peñascos y cascadas que circunvalan esta población, hay algunas que llaman la atención del viajero: por la parte del Norte y en el punto limítrofe con las tierras de (San Julián) Cacaluta se halla a la orilla del camino un gran peñasco de una cortadura recta y de una altura como de cien varas (falla geológica), su frente forma un semicírculo o medio punto de un costado, y en tiempos de las aguas, se desploma de lo alto una pequeña vertiente que forma una caprichosa catarata, por el enlace del agua con las plantas adheridas a la peña, en la base del frente tiene una cortadura que forma una gran cueva y muy clara en donde bien pueden alojarse doscientas personas y en su centro hay una pequeña vertiente de agua que apenas correrá tres varas. En esta misma cueva pernoctan algunos pasajeros y los que se ocupan en la explotación del bálsamo, por estar al centro de la montaña que corresponde a esta población y a la de Cacaluta". En 1890 tenía 1,116 habitantes. Por Ley de 25 de abril de 1898 fue incluida esta población en el distrito judicial de Armenia.
Consta de 7,666 habitantes según último censo 2024 y tiene una extensión territorial de 40,74 km². Se dedican al trabajo en fábricas y maquilas que están fuera de la localidad. En esta área se explota la agricultura.
A partir de marzo de 2024, San Luis Talpa será un distrito más de la municipalidad La Paz Oeste, quien es Gobernado por el alcalde Salvador Menendez, quien designa como Director Distrital al Licenciado Efraín Antonio Abarca Ayala 

## Patrimonio cultural inmaterial

### Festividades
Sus fiesta patronales son del 9 al 18 de diciembre en honor a la Virgen María de La O, patrona de los Marineros.
En este distrito se encuentra el primer Observatorio astronómico de El Salvador de la Asociación Salvadoreña de Astronomía, ASTRO.